# جمهوری آفریقای مرکزی
جمهوری آفریقای مرکزی (به فرانسوی: République centrafricaine) کشوری محصور در خشکی واقع در مرکز آفریقا است. این کشور از شمال با چاد و از شمال شرقی با سودان، از شرق با سودان جنوبی از جنوب با جمهوری دموکراتیک کنگو و از جنوب غربی با جمهوری کنگو و از غرب با کامرون مرز مشترک دارد. آفریقای مرکزی ۶۲۰ هزار کیلومتر مربع وسعت و ۴٬۷ میلیون نفر جمعیت دارد. بزرگ‌ترین شهر و پایتخت این کشور شهر بانگی است. زبان رسمی این کشور، سانگو و فرانسوی است. جمهوری آفریقای مرکزی یک حکومت ریاستی، متمرکز با حاکمیت دینی است. این کشور سالها یکی از بدترین کشورها از نظر شاخص توسعه انسانی و امید به زندگی و کیفیت زندگی و ثروت همراه چاد، نیجر، سودان جنوبی، سومالی، یمن و افغانستان بوده‌است.
روز ۱۳ اوت ۱۹۶۰ از فرانسه استقلال یافت و این پس از آن صورت گرفت که دو سال پیش از آن به خودمختاری دست یافته‌بود. کشور آفریقای مرکزی مدت ۳۰ سال توسط رؤسای جمهوری که قدرت را به زور و با انتخابات تقلب‌آمیز به‌دست آورده‌بودند اداره شد. نخستین انتخابات دموکراتیک در سال ۱۹۹۳ برگزار شد که در پی آن آنژ-فلیکس پاتاسه به ریاست‌جمهوری رسید. وی اما در سال ۲۰۰۳ توسط ژنرال فرانسوا بوزیزه کنار زده‌شد؛ بوزیزه در انتخابات ۲۰۰۵ پیروز شد. پس از او فاوستین-آرچانگه توادرا در سال ۲۰۱۶ به ریاست‌جمهوری این کشور رسید و در انتخابات ۲۰۲۱ نیز پیروز شد.
صلح‌بانان سازمان ملل متحد پس از بروز ناآرامی در جمهوری آفریقای مرکزی در سال ۲۰۱۴ مستقر شدند؛ زمانی که پس از سرنگونی رئیس‌جمهور وقت توسط شورشیان عمدتاً مسلمان که باعث خشم شبه نظامیان مسیحی شد، و اوضاع بحرانی شد. هزاران نفر در خشونت‌ها کشته شدند و صدها هزار نفر به کشورهای همسایه گریختند.
تنش‌های قومی در جمهوری آفریقای مرکزی تاکنون منجر به فرار ۱۰ درصد از مردم شده‌است. به‌رغم حضور ۱۱ هزار نیروی حافظ صلح سازمان ملل متحد، هنوز بسیاری از بخش‌های این کشور تحت کنترل نیروهای شورشی و باندهای تبهکاری است.
جمهوری آفریقای مرکزی از کشورهای فقیر جهان است. قوم آکا در این کشور ساکنند.

## تاریخ

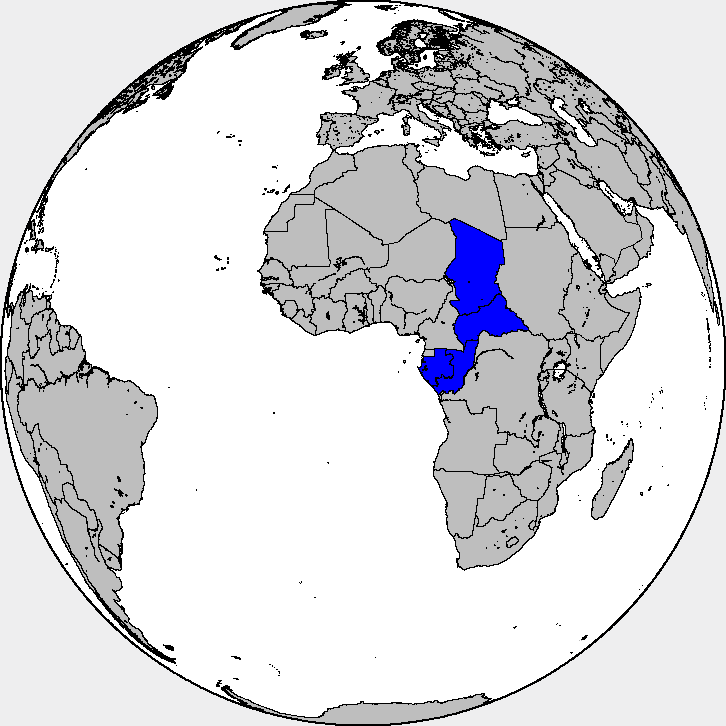
نقشه آفریقای استوایی فرانسه

جمهوری آفریقای مرکزی ابتدا بخاطر مجاورت با رود اوبانگی به کشور اوبانگی معروف بوده‌است که احتمالاً به دلیل وضعیت انسانی و سیاسی، اوبانگی‌شاری (Ubangishari) نیز نامیده می‌شده‌است. در قرن نوزدهم با تسلط استعمار فرانسه، این کشور با سیزده کشور دیگر آفریقایی مجموعاً به «آفریقای سیاه فرانسه» موسوم گشت. از سال ۱۸۹۱م تا ۱۹۱۰م به آفریقای مرکزی نام «کنگوی فرانسه» دادند. در جریان میارزات استقلال طلبانه مردم این کشور برای نخستین بار نام «آفریقای مرکزی» برای آن رایج شد چون در مرکز قاره آفریقا واقع شده‌است.
در سال ۱۹۶۰م این کشور استقلال خود را بدست آورد و به جمهوری آفریقای مرکزی موسوم گشت که نام رسمی و بین‌المللی آن نیز می‌باشد.
این کشور شاهد بیشترین بهره‌کشی‌های استعمارگران فرانسوی در بین تمامی کشورهای آفریقایی بوده‌است و بیشترین زیان‌های دوران استعمار را تجربه کرده‌است.

## جغرافیا

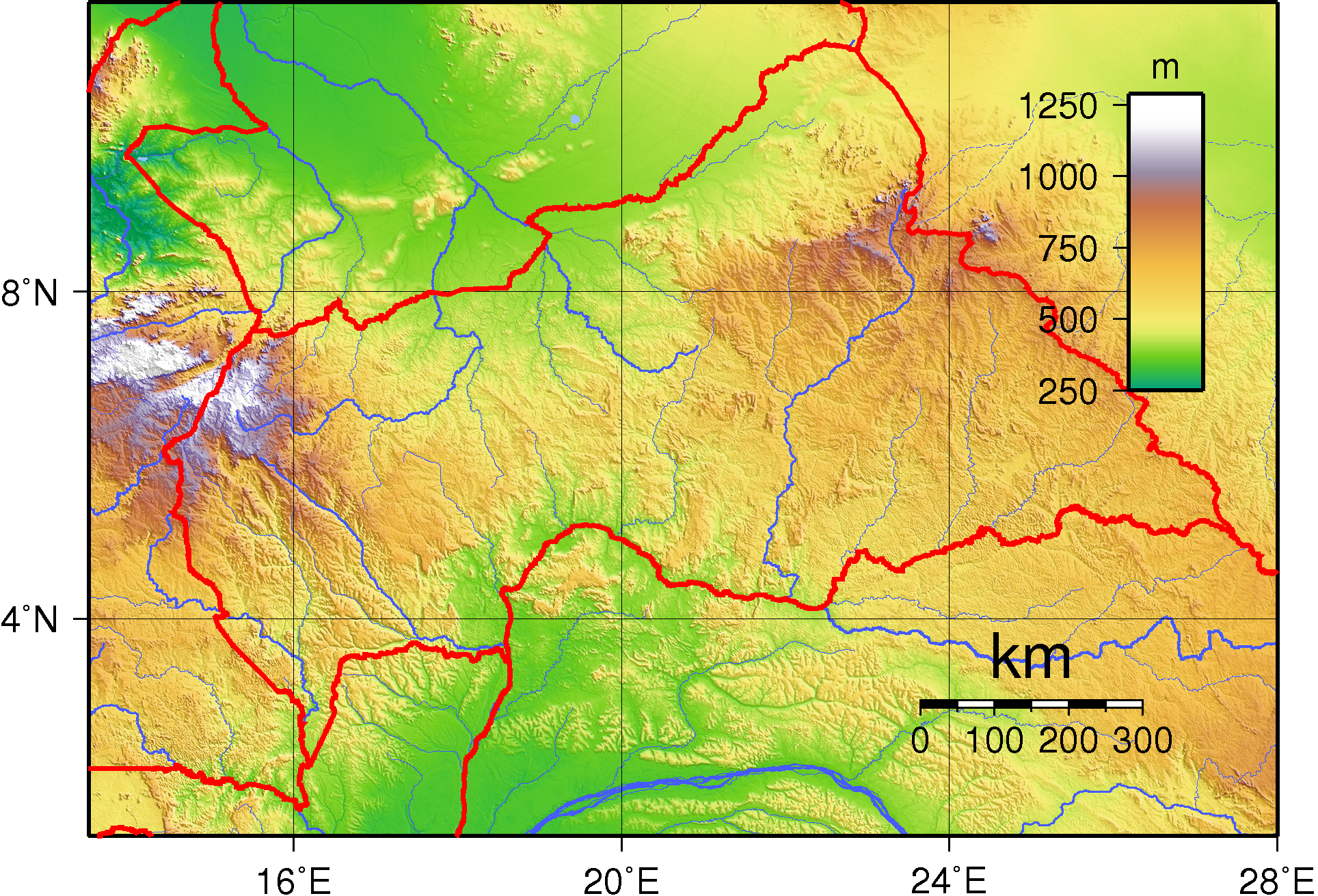
نقشه ناهمواری‌های جمهوری آفریقای مرکزی.

این کشور در جنوب کشور چاد، جنوب و جنوب غربی کشور سودان، شرق کامرون و شمال دو کشور جمهوری دموکراتیک کنگو (زئیر) و جمهوری کنگو (کنگوی برازاویل) قرار گرفته‌است.
جمهوری آفریقای مرکزی محصور در خشکی است و از هیچ طرف به دریا راه ندارد. آب و هوای گرمسیری داشته و شمال آن را بیابان فراگرفته‌است و از جنوب نیز به رودخانه بانگوئی محدود است.

بیشتر این کشور فلاتی پست است در حدود ۵۰۰ متر بالاتر از سطح دریا، که در امتداد مرز سودان با کوه‌های بونگوس و در غرب با کوه‌های کاره مرتفع می‌گردد، در شمال شرق کشور تپه‌ماهورهای حاصلخیز و در جنوب غرب نیز تپه‌های پراکنده قرار دارند.

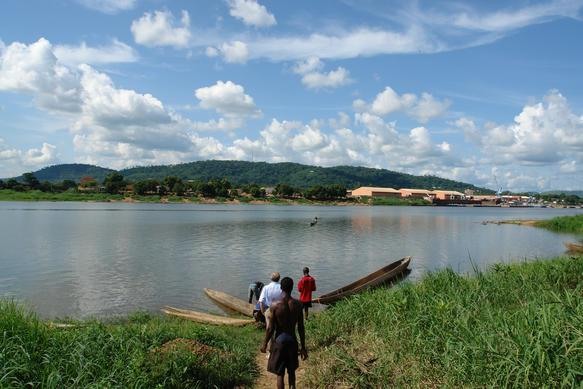
نمایی از رود اوبانگی در نزدیکی بانگی (پایتخت)

در منطقه جنوب شرقی کشور پوشش گیاهی گرم‌دشتی (ساوانا) به حد وفور، به چشم می‌خورد.
بیشتر نیمه شمالی کشور در ناحیه گرم‌دشت شرقی سودان واقع شده که در فهرست صندوق جهانی طبیعت قرار دارد.
رودهای مهم آن اوبانگی، زئیر، و شاری و بلندترین نقطه کشور قله گائو با ۱۴۲۰ متر است. در علفزارهای استوایی شمال میزان بارندگی بین نوامبر تا مارس کم است. در مناطق جنوبی با دمای بالا و بارش سنگین، استوایی است.
بیشتر مرز جنوبی این کشور را شاخه‌های رود کنگو تشکیل داده‌اند. رودخانه مبومو در شرق با رودخانه اوئله ادغام می‌شود و رود اوبانگی را تشکیل می‌دهد که بخشی از مرز جنوبی جمهوری آفریقای مرکزی را تشکیل می‌دهد.
رود سانگها در بخشی از مناطق غربی این کشور جریان دارد. مرز شرقی جمهوری آفریقای مرکزی در امتداد کناره‌های حوضه آبریز رود نیل قرار گرفته‌است.
در حدود ۸ درصد کشور را جنگل‌ها پوشانده‌اند. متراکم‌ترین جنگل‌ها در جنوب قرار دارند. جنگل‌های این کشور تنوع بسیار زیادی دارند و گونه‌های مهم تجاری نظیر درخت قاب و ماهون ستونی در آن می‌رویند. نرخ جنگل‌زدایی در این کشور در حدود ۴ دهم درصد در سال است و تجارت غیرقانونی الوار در آن رواج زیادی دارد.
در سال ۲۰۰۸ جمهوری آفریقای مرکزی در بین کشورهای جهان کمترین آلودگی نوری را داشت.

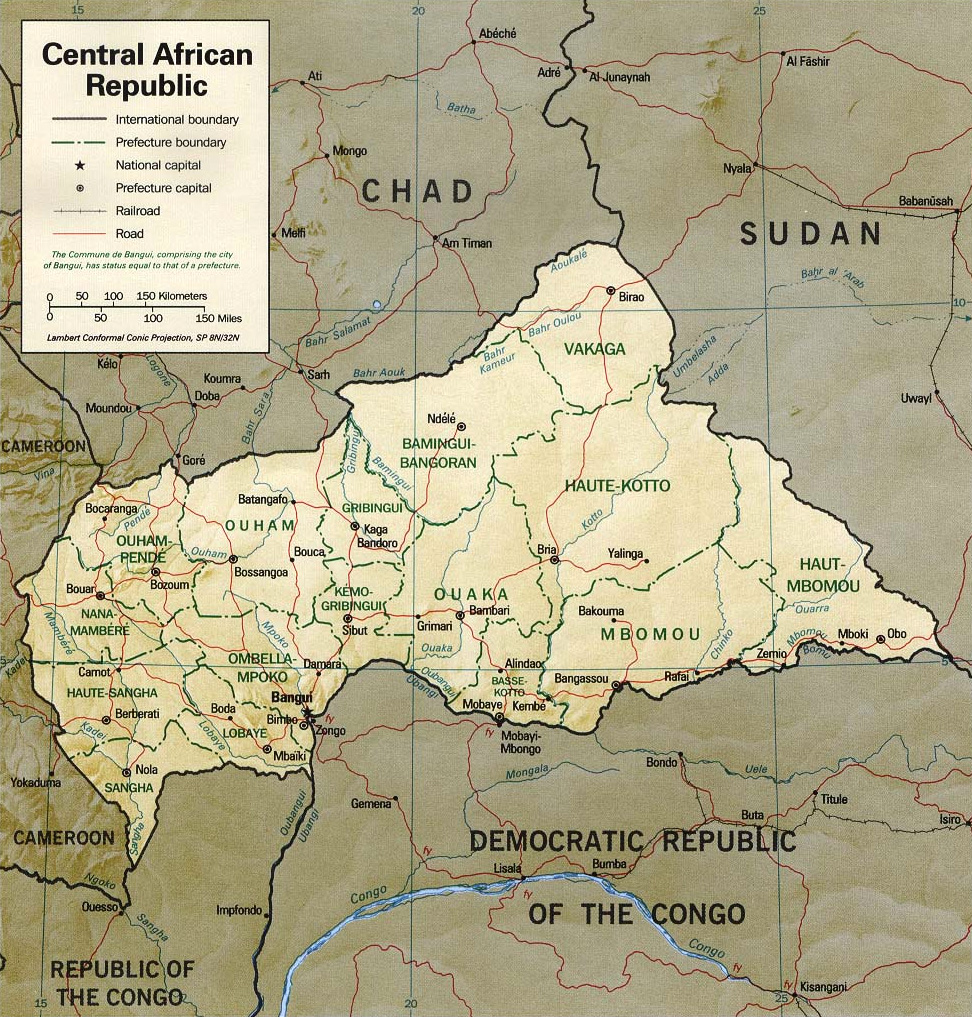

از آنجا که آفریقای مرکزی کشور نسبتاً وسیع و گسترده‌ای می‌باشد، این کشور را از نظر جغرافیایی و طبیعی به سه منطقه تقسیم می‌کنند:
منطقه شرقی آفریقای مرکزی: شامل ۵ استان
منطقه مرکزی آفریقای مرکزی: شامل ۶ استان به همراه شهر بانگوئی، پایتخت
منطقه غربی آفریقای مرکزی: شامل ۵ استان
توجه داشته باشید که این سه منطقه از تقسیمات اداری یا سیاسی این کشور نمی‌باشند و تنها از نظر جغرافیایی به این سه منطقهٔ طبیعی تقسیم گردیده‌است.
شهرهای مهم این کشور بربراتی، بامباری، امبایکی، بُودا، بیمبو، کارنوت هستند.

## تقسیمات کشوری

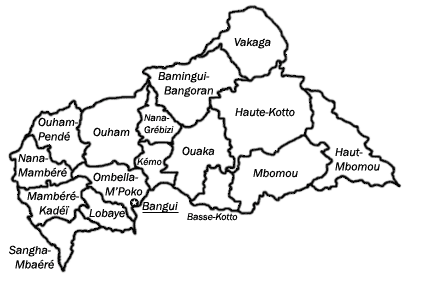
نقشه تقسیمات کشوری آفریقای مرکزی

کشور آفریقای مرکزی به ۱۶ استان بخش شده‌است که از میان آن‌ها، دو استان، ناحیه ویژه اقتصادی هستند.
شهر بانگوئی، پایتخت، به صورت خودمختار و مستقل از سایر استان‌ها اداره می‌شود.
فهرست استان‌های آفریقای مرکزی:
- لوبای
- بامینگوبانگوران
- کوتو سفلی
- کوتو علیا
- امبومو علیا
- کومو
- مامبرکادی
- امبومو
- نانامامبر
- اومبلا مپوکو
- اوواکا
- اوهام
- اوهامپونده
- واکاگا
- ناحیه اقتصادی ناناگربیزی
- ناحیه اقتصادی سانگا امبیری

استان‌های آفریقای مرکزی، خود به ۷۱ شهرستان تقسیم می‌گردند.

## سیاست

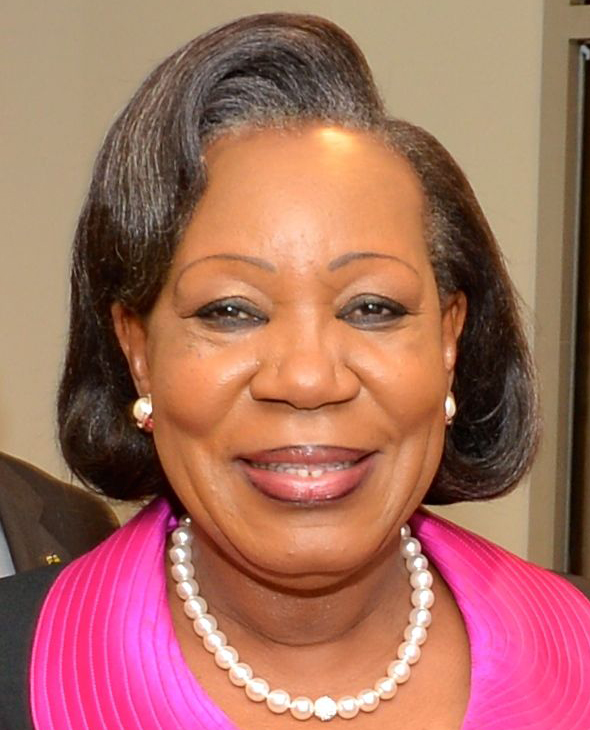
کاترین سامبا-پانزا رئیس جمهور پیشین جمهوری آفریقای مرکزی

این کشور دارای رژیم جمهوری است. آفریقای مرکزی در سال ۱۹۶۰ به استقلال رسید و در همان سال نیز به عضویت سازمان ملل متحد درآمد.
جمهوری آفریقای مرکزی از سال ۲۰۱۳ درگیر خشونت‌های فرقه‌ای شده‌است؛ کمی پس از آن‌که ائتلافی از شورشیان عمدتاً مسلمان با عنوان «سلکا» رئیس‌جمهوری وقت آفریقای مرکزی، فرانسوا بوزیزه را در دسامبر ۲۰۱۲ از قدرت برکنار کردند. میشل جوتودیا، رهبر ائتلاف شورشیان که آقای بوزیزیه را از قدرت خلع کرد، خود را به عنوان اولین رئیس‌جمهور مسلمان در جمهوری آفریقای مرکزی با اکثریت شهروندان مسیحی معرفی کرد.

هم‌زمان مسیحیان راست‌گرای افراطی گروه‌های شبه‌نظامی «آنتی بالاکا» را برای دفاع از خود تشکیل داده‌اند که بیشتر آن‌ها به آقای بوزیزیه وفادار هستند. معنی بالاکا در زبان محلی، قمه یا قداره است. این گروه‌ها غیرنظامیان مسلمان در آفریقای مرکزی را هدف حملات تلافی‌جویانه قرار دادند. پس از آن گروه‌های مسلح مسلمان نیز به تلافی‌جویی پرداختند. گروه شورشیان سلکا رسماً منحل شده‌است و بیشتر آن‌ها به ارتش پیوسته‌اند.

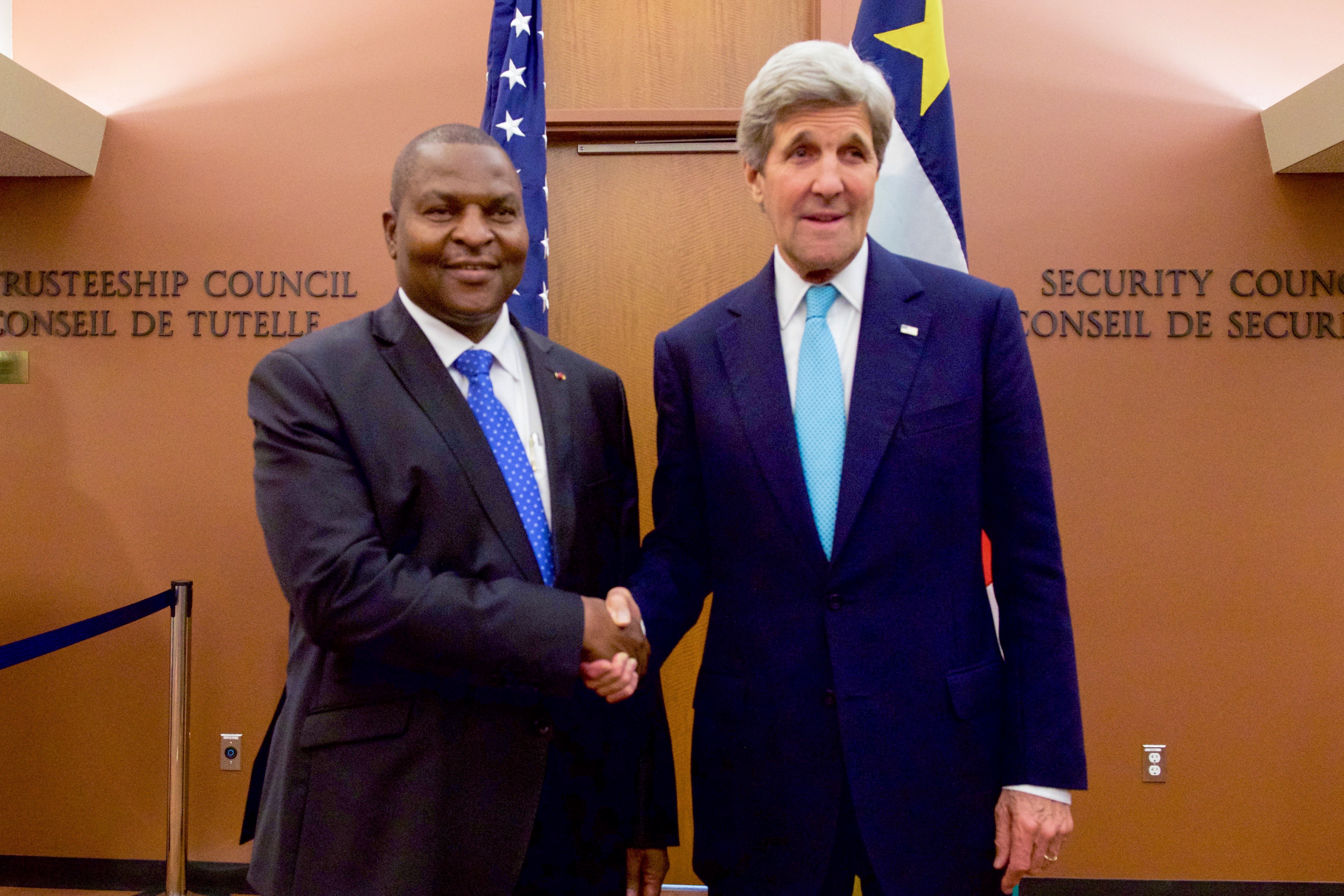
فوستن-آرکانژ توادرا رئیس جمهور آفریقای مرکزی و جان کری دیپلمات آمریکایی

بر اساس اعلام سازمان ملل متحد در این درگیری‌ها تا کنون هزاران نفر در این کشور کشته شدند و ده‌ها هزار مسلمان مجبور شدند محل زندگی خود را رها کنند.
بنا بر گزارش‌های سازمان ملل متحد حدود دو میلیون و ۲۰۰ هزار نفر (نیمی از جمعیت این کشور) به کمک بشردوستانه نیاز دارند.
مداخله نیروی نظامی فرانسه در آفریقای مرکزی موسوم به «سانگاری» و پس از آن استقرار نیروهای صلحبان بین‌المللی در این کشور موسوم به «مینوسکا» تا اندازه ای موجب بازگشت ثبات به این کشور شد و شرایط را برای برگزاری انتخابات ریاست جمهوری فراهم ساخت با این حال اوضاع در آفریقای مرکزی هنوز هم ناآرام و پیچیده‌است و دولت جدید آفریقای مرکزی نیز قادر نیست بر همه مناطق این کشور حاکمیت خود را اعمال کند.
مأموریت صلحبانی سازمان ملل در جمهوری آفریقای مرکزی موسوم به «مینوسکو» شامل ۱۲ هزار و ۸۷۰ نظامی و پرسنل پلیس می‌شود.
سازمان ملل در مارس ۲۰۱۳ نسبت به امکان نسل‌کشی در جمهوری آفریقای مرکزی هشدار داد. پس از آن دولت وقت ایالات متحده نیز نسبت به وقوع چنین اتفاقی ابراز نگرانی کرد. سلکا و آنتی بالاکا در ژوئیه ۲۰۱۴ پیمان آتش‌بس امضا کردند، اما خشونت‌ها هنوز ادامه دارد. اکنون اگرچه جمهوری آفریقای مرکزی رسماً کشوری یکپارچه محسوب می‌شود، اما در واقع به دو بخش شمالی (تحت کنترل سلکا) و جنوبی (تحت کنترل آنتی بالاکا) تقسیم شده.
فاوستین-آرچانگه توادرا، رئیس‌جمهور آفریقای مرکزی که از سال ۲۰۱۶ که زمام قدرت را به دست گرفته‌است تاکنون بارها بر لزوم و اهمیت انجام برنامه خلع سلاح گروه‌های مسلح و ایجاد صلح و یکپارچه‌سازی کشور که از زمان براندازی فرانسوا بوزیزه، رئیس‌جمهور سابق این کشور دچار شکاف و درگیر کشمکش شده‌است، تأکید کرده‌است.

## اقتصاد

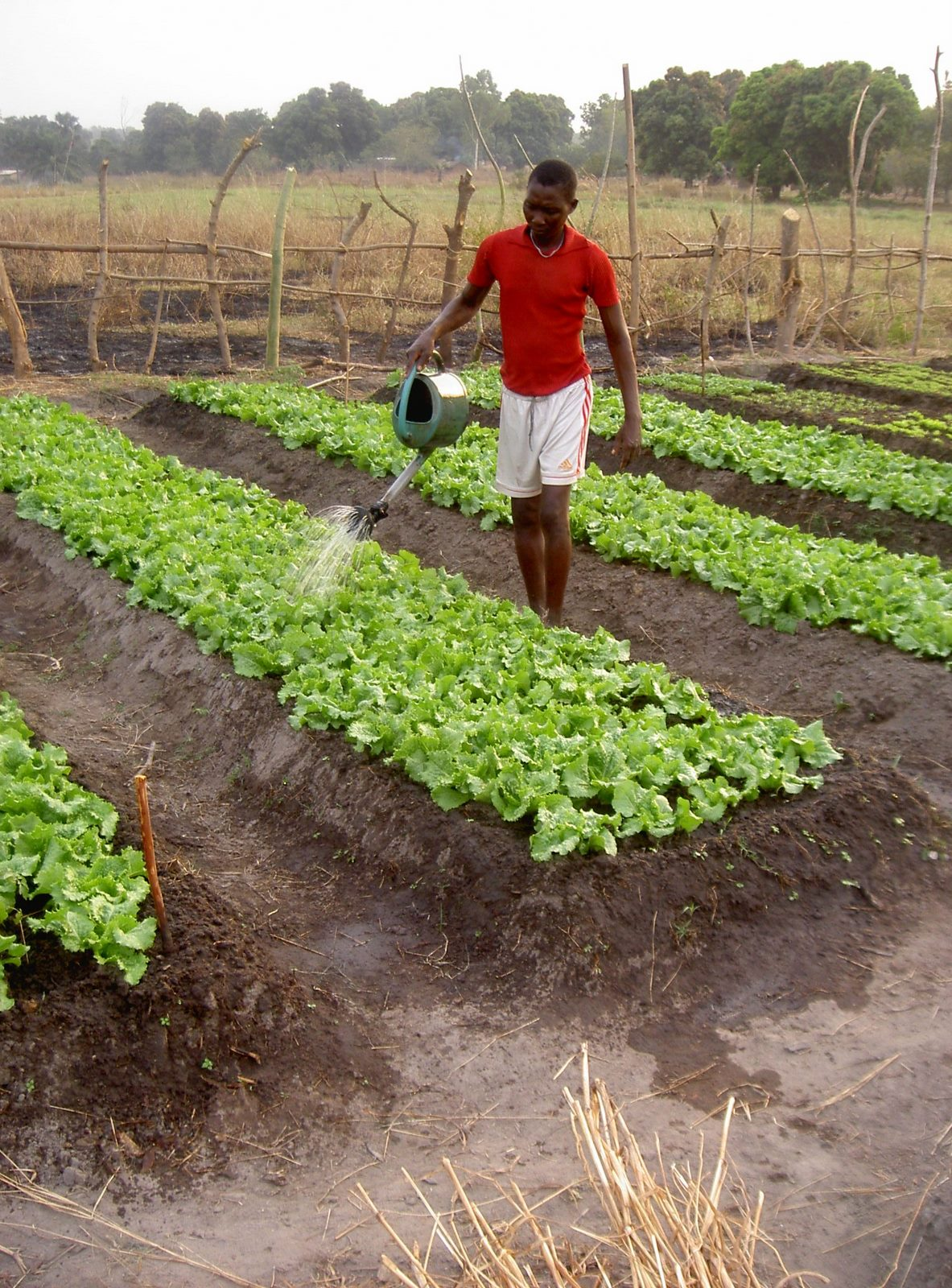
آبیاری مزارع کاهو

واحد پول این کشور فرانک جامعه مالی آفریقا موسوم به فرانک سی اف آ می‌باشد.
جنگلهای درخت سارج در جنوب شرقی، الوار صادراتی را تأمین می‌کنند. همچنین در منطقه جنوب شرقی کشور پوشش گیاهی ساوانا به وفور، به چشم می‌خورد. صادرات این جمهوری شامل: قهوه – کاکائو – الوار – تنباکو – اورانیوم – الماس و مقدار کمی طلا می‌باشد.
سه سال خشونت و بی‌خانمانی نزدیک به یک میلیون نفر در جمهوری آفریقای مرکزی کشاورزی را در این کشور مختل کرده و موجب افزایش بهای مواد غذایی در این کشور شده‌است.
مدیر برنامه جهانی غذا در جمهوری آفریقای مرکزی در سال ۲۰۱۶ اعلام کرد که در این کشور بسیاری از خانواده‌ها با کمبود مواد غذایی مواجه هستند. به گفته او، نزدیک به دو میلیون و ۵۰۰ هزار نفر در حال حاضر با کمبود مواد غذایی مواجه هستند و این مسئله موجب شده‌است تا کودکان از ادامه تحصیل محروم شوند و خانواده‌ها به تکدی‌گری روی آورند. برنامه جهانی غذا و سازمان خواربار و کشاورزی در گزارشی اعلام کرده‌است که تولید فراورده‌های کشاورزی در سال ۲۰۱۵ کمتر از متوسط نیمی از این محصولات پیش از آغاز بحران در جمهوری آفریقای مرکزی بوده‌است.

## مردم

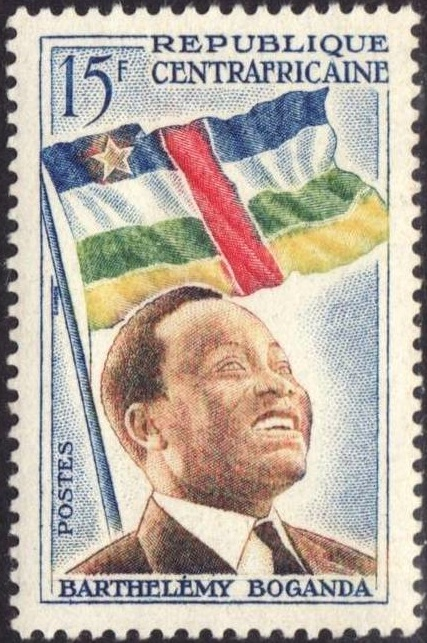
بارتلمی بوگاندا سیاست‌مدار و کشیش اهل آفریقای مرکزی تحت استعمار فرانسه

این کشور ۴٬۸۳۰٬۰۰۰ تن جمعیت دارد که بیشتر آن‌ها از نژاد سیاه هستند و زندگی قبیله ای دارند. ۷۰٪ مردم این کشور مسیحی، ۲۰ تا ۲۵ درصد آن‌ها مسلمان سنی و دیگران آنیمیست هستند. زبان رسمی این کشور نیز فرانسوی است. اما زبان ملی سانگو می‌باشد که در بین مردم بومی رایج‌تر است.

### بزرگ‌ترین شهرهای آفریقای مرکزی
بانگی (۶۲۳٬۰۰۰ نفر)
بیمبو (۱۲۵٬۰۰۰ نفر)
بربراتی (۷۷٬۰۰۰ نفر)
کارنو (۴۶٬۰۰۰ نفر)
بامباری (۴۲٬۰۰۰ نفر)
بوار (۴۱٬۰۰۰ نفر)